# Danger money
Danger money is het tweede studioalbum van U.K.. Het is in de periode november 1978 en januari 1979 opgenomen in de A.I.R. Studios in Londen. Geluidstechnici waren John Punter en Geoff Emerick. Het album werd gestoken in een hoes van Hipgnosis. Van de originele samenstelling waren alleen Eddie Jobson en John Wetton over, die ook de productie op zich namen. Zij werden bijgestaan door drummer Terry Bozzio afkomstig op de band van Frank Zappa. Het album stond zeven weken genoteerd in de Nederlandse Album Top 50 met als hoogste plaats nummer 37. In de nasleep op het album kwam U.K. naar Nederland voor concerten in december 1979 in het Congrescentrum in Den Haag en Concertgebouw de Vereeniging. Wetton gaf daarna een interview aan Het Vrije Volk, waarbij hij aangaf zijn plaats in de muziekwereld te hebben gevonden; een paar maanden later werd U.K. opgeheven.
Een door Eddie Jobson geremasterde versie werd opgenomen in de verzamelbox Ultimate collector's edition. 
OOR's Pop-encyclopedie (versie 1979) vond het album minder sterk dan het eerste, mede doordat de klank leek op die van Emerson, Lake & Palmer, die eenzelfde muzikale samenstelling had (zang/basgitaar, toetsen en drums). Ze vond het tevens nog wel opvallend binnen het genre van progressieve rock. Deze mening is terug te vinden in de terugblik van AllMusic, dat het waardeerde met 3 sterren uit 5 (fans 4 uit 5 bij 337 stemmen). Op Progarchives waardeerde men het met een 3,80 uit 5 bij 371 stemmen.

## Musici
- Eddie Jobson – toetsinstrumenten en elektrische viool
- John Wetton – basgitaar, zang
- Terry Bozzio – drumstel

## Muziek
| Nr. | Titel                                     | Duur |
| --- | ----------------------------------------- | ---- |
| 1.  | Danger money (Jobson, Wetton)             | 8:12 |
| 2.  | Rendezvous 6:02 (Jobson, Wetton)          | 5:00 |
| 3.  | The only thing she needs (Jobson, Wetton) | 7:53 |

| Nr. | Titel                                  | Duur  |
| --- | -------------------------------------- | ----- |
| 1.  | Caesar’s Palace blues (Jobson, Wetton) | 4:42  |
| 2.  | Nothing to lose (Jobson, Wetton)       | 3:57  |
| 3.  | Carrying no cross (Jobson, Wetton)     | 12:20 |

The only thing she needs, Caesar’s Palace blues en Carrying no cross stammen uit de tijd dat Allan Holdsworth en Bill Bruford nog deel uitmaakten van U.K. en werden toen ook al uitgevoerd. Nothing to lose werd in een zeer korte tijd geschreven. In Rendezvous 6:02 benutte Jobson alle zestien beschikbare stemmen op de Yamaha CS-80 in unisono. Het leverde U.K. een hit op in Nederland. Nothing to lose werd een bescheiden hitje in Engeland (hoogste notering 67).